# Reparacje za niewolnictwo

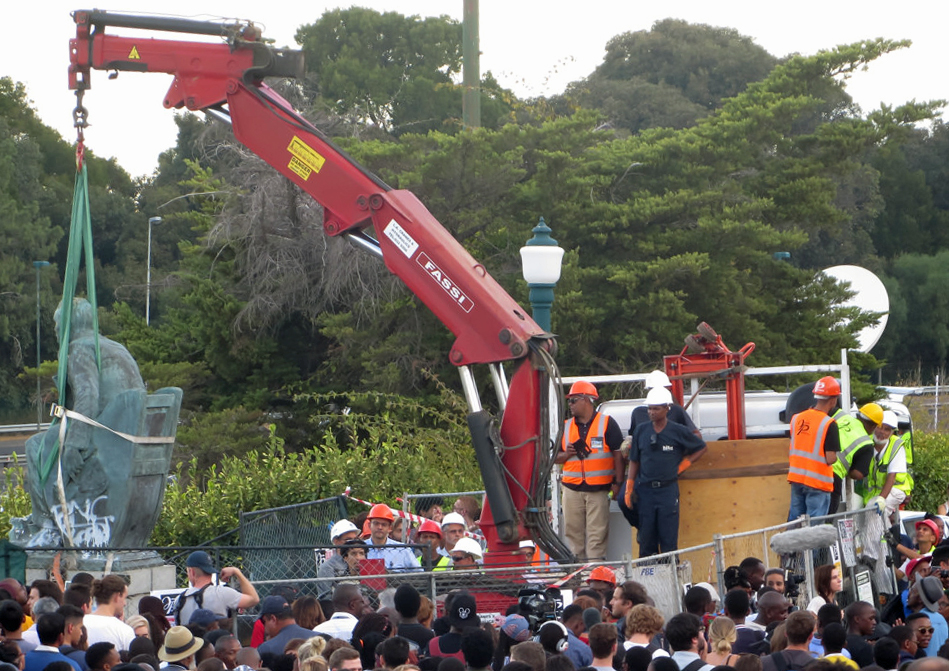
Usuwanie pomnika Cecila Rhodesa z Uniwersytetu Kapsztadzkiego, 9 kwietnia 2015 r.

Reparacje za niewolnictwo – forma rekompensaty mającej na celu naprawienie krzywd wyrządzonych osobom zniewolonym oraz ich potomkom. 

## Opis
Istnieją koncepcje reparacji w filozofii prawa oraz w ramach sprawiedliwości tranzycyjnej. Reparacje mogą przybierać różne formy, w tym praktyczną i finansową pomoc dla potomków osób zniewolonych, uznanie krzywd lub przeprosiny dla społeczności lub narodów doświadczonych niewolnictwem, czy też upamiętnianie osób zniewolonych poprzez nadawanie różnym obiektom ich imion. Określenie ofiary niewolnictwa może odnosić się zarówno do osób zniewolonych w przeszłości, jak i do tych, które doświadczają niewolnictwa w XXI wieku.
Niektóre reparacje za niewolnictwo w Ameryce Północnej sięgają XVIII wieku, ale poparcie dla nich zyskało większy rozgłos w XXI wieku. Zarówno rządy, jak i osoby prywatne w Wielkiej Brytanii, Stanach Zjednoczonych oraz w krajach dawnych potęg kolonialnych w Europie podejmują różne działania w tym zakresie.

## Rodzaje reparacji
Reparacje mogą przybierać różne formy, w tym praktyczne działania, takie jak:
- akcje afirmatywne,
- indywidualne wypłaty pieniężne,
- ugody,
- stypendia i inne programy edukacyjne,
- systemowe inicjatywy mające na celu zniwelowanie niesprawiedliwości lub rekompensaty związane z zajętym wcześniej terytorium, odnoszące się do uzyskania niepodległości.

Inne rodzaje reparacji obejmują:
- przeprosiny i uznanie niesprawiedliwości[4],
- usuwanie pomników i zmianę nazw ulic upamiętniających właścicieli osób zniewolonych i obrońców niewolnictwa[5][6]
- nadanie budynkom imienia osoby zniewolonej lub związanej z ruchem abolicjonistycznym.

Pomoc rozwojowa zazwyczaj nie jest uznawana za reparacje.

## Ogólny zarys
Do roku 2010, pomimo licznych wezwań do wypłaty reparacji, przykłady międzynarodowych reparacji za niewolnictwo ograniczały się głównie do uznania niesprawiedliwości niewolnictwa i przeprosin za udział w tym procederze, bez materialnych rekompensat. Jednak w czerwcu 2023 roku The Brattle Group przedstawiła raport na Uniwersytecie Indii Zachodnich, w którym po raz pierwszy oszacowano reparacje za szkody wyrządzone zarówno w czasie transatlantyckiego handlu osobami zniewolonymi, jak i po nim, na kwotę przekraczającą 100 bilionów dolarów. W październiku 2023 roku odbyła się Konferencja Reparacyjna w Wielkiej Brytanii, podczas której wydano wspólną deklarację, iż pełna sprawiedliwość reparacyjna musi być „realizowana i osiągnięta”.
Niektórzy uważają, że reparacje finansowe są niewystarczające i żądają, aby formą reparacji za niewolnictwo było umożliwienie powrotu do kraju pochodzenia sprzed okresu niewolnictwa oraz „zakończenie obecnego systemu politycznego i ekonomicznego”.